# Phryxe relata
Phryxe relata là một loài ruồi trong họ Tachinidae.